# Elaver valvula
Elaver valvula är en spindelart som först beskrevs av F. O. Pickard-Cambridge 1900.  Elaver valvula ingår i släktet Elaver och familjen säckspindlar. Inga underarter finns listade i Catalogue of Life.